# Amietophrynus cristiglans
Amietophrynus cristiglans là một loài cóc thuộc họ Bufonidae. Đây là loài đặc hữu của Sierra Leone.